# Chukrasia tabularis
Chukrasia tabularis är en tvåhjärtbladig växtart som beskrevs av Adrien Henri Laurent de Jussieu. Chukrasia tabularis ingår i släktet Chukrasia och familjen Meliaceae. Utöver nominatformen finns också underarten C. t. velutina.